# Friedenskirche (Essen-Dellwig)

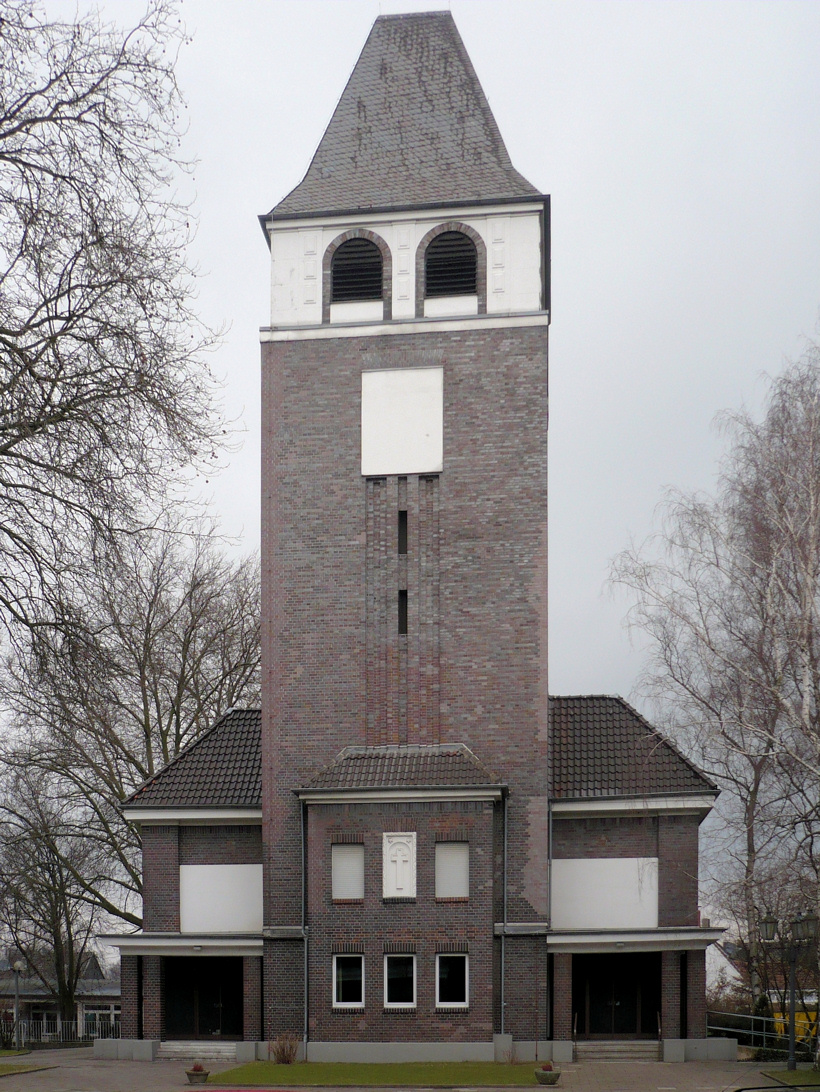
Friedenskirche

Die Friedenskirche ist eine evangelische Kirche im Essener Stadtteil Dellwig. Sie wurde von 1914 bis 1915 erbaut und gehört zur Kirchengemeinde Dellwig-Frintrop-Gerschede im Kirchenkreis Essen der Evangelischen Kirche im Rheinland.

## Geschichte
Die Grundsteinlegung der Kirche erfolgte am 29. März 1914. Die Einweihung der im Stil der Heimatschutzarchitektur durch Architekt Ludwig Becker erbauten Kirche hat am 9. Mai 1915 stattgefunden.
Das Kirchengebäude hat erhebliche Kriegsschäden im Zweiten Weltkrieg davongetragen. Trotzdem wird es seit dem 17. Juli 1949 wieder genutzt.